# Milano-Torino 1962
La Milano-Torino 1962, quarantottesima edizione della corsa, si svolse il 10 marzo 1962 su un percorso di 203 km. La vittoria fu appannaggio dell'italiano Franco Balmamion, che completò il percorso in 4h35'06", precedendo i connazionali Vittorio Adorni e Dino Bruni.

## Ordine d'arrivo (Top 10)
| Pos. | Corridore        | Squadra          | Tempo    |
| ---- | ---------------- | ---------------- | -------- |
| 1    | Franco Balmamion | Carpano          | 4h35'06" |
| 2    | Vittorio Adorni  | Philco           | s.t.     |
| 3    | Dino Bruni       | Gazzola-Fiorelli | a 16"    |
| 4    | Marino Vigna     | Philco           | s.t.     |
| 5    | Renato Giusti    | Torpado          | s.t.     |
| 6    | Aldo Pifferi     | Atala            | s.t.     |
| 7    | Dino Liviero     | Torpado          | s.t.     |
| 8    | Alfredo Sabbadin | Gazzola-Fiorelli | s.t.     |
| 9    | Franco Magnani   | Ghigi            | s.t.     |
| 10   | Dialma Lovo      | Atala            | s.t.     |